# Temple Bar

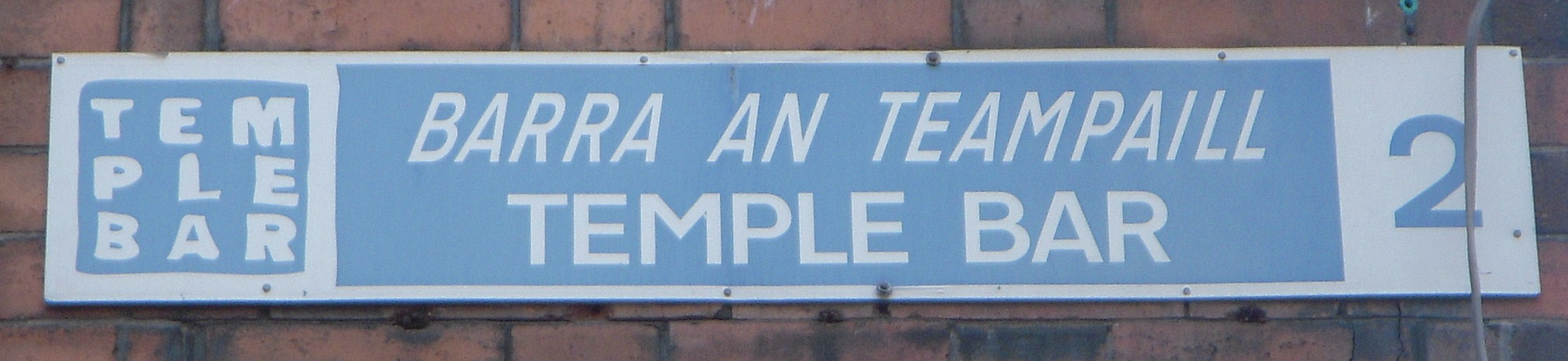
Temple Bar

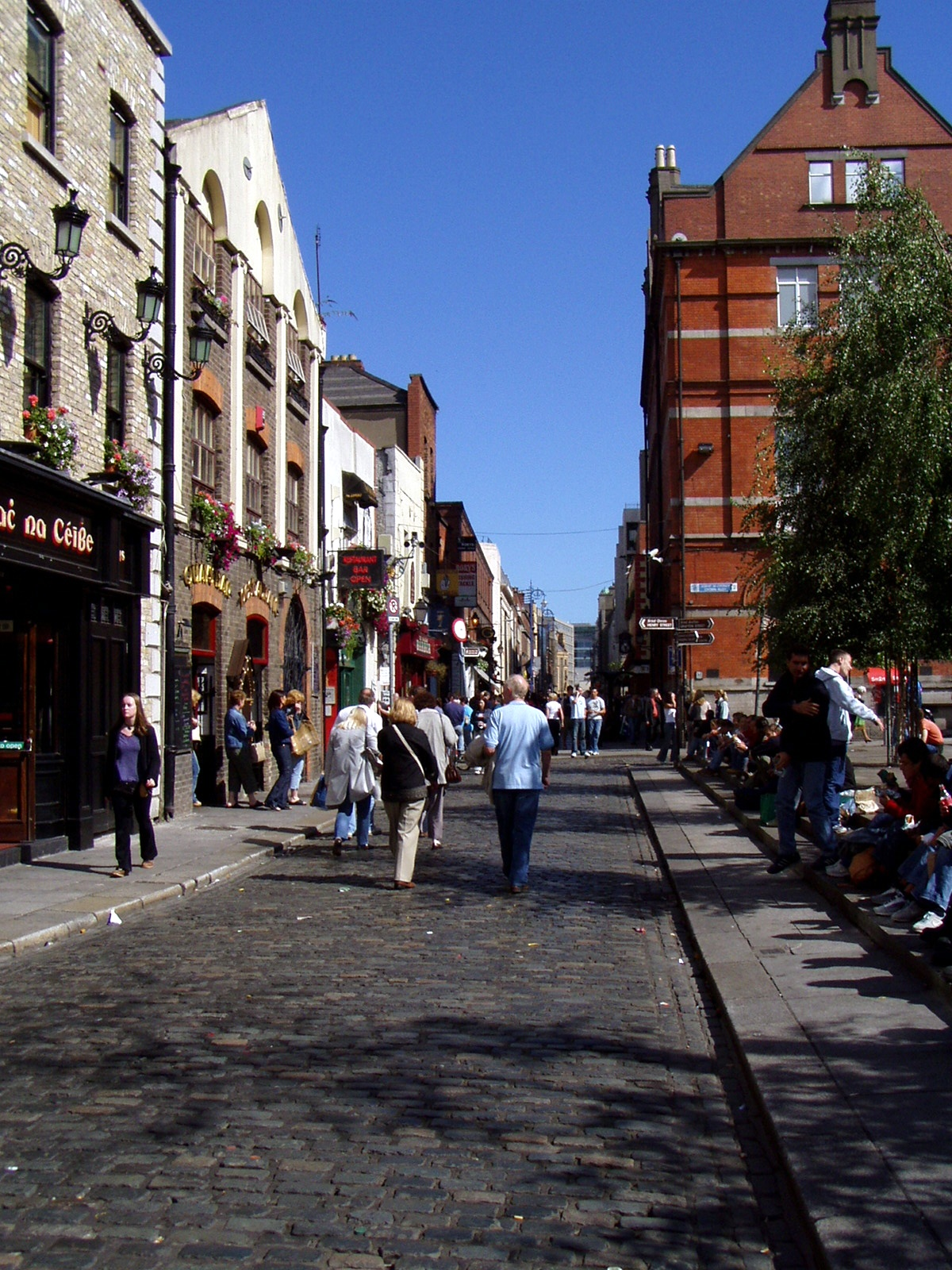
Una de las calles de la zona de Temple Bar.

Temple Bar (en gaélico: Barra an Teampaill) es una zona del centro de Dublín, en la que se concentra la vida nocturna de la capital de Irlanda. Limita al norte con el río Liffey, al sur con la Dame Street, al este con el puente O'Connell y al oeste con la catedral de Christchurch.
La leyenda urbana dice que el barrio toma el nombre del pub homónimo, aunque en realidad fue el pub quien tomó el nombre del barrio. Hoy en día, disfruta de la mayor parte de la actividad cultural de la capital. Realmente su nombre se debe a que en gaélico barr significa camino o paso, por lo que podía traducirse como Camino de Temple.
En Temple Bar, se concentran visitantes de todo el mundo, existen multitud de locales comerciales variopintos, como el primer restaurante motero de Irlanda, el conocido como Thunder Road Café. También se conoce como la calle que nunca descansa, pero gracias a las leyes después de las 3:30 de la mañana no queda nada más abierto en Temple Bar.
Es la zona por excelencia de Dublín donde se encuentran los pubs irlandeses, esto da lugar a que miles de turistas recorran sus calles de piedra en busca de una buena pinta de cerveza. 